# Kasteel Emmaüs (Loppem)

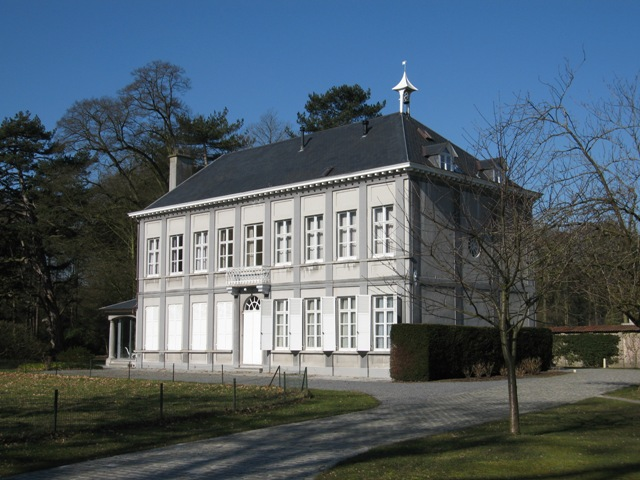
Kasteel Emmaüs in Loppem

Het Kasteel Emmaüs is een kasteel in de tot de West-Vlaamse gemeente Zedelgem behorende plaats Loppem, gelegen aan Emmaüsdreef 6.

## Geschiedenis
In 1665 werd een kasteel van de naam Emmaüs op deze plaats geschetst, dat bestond uit een opperhof en een neerhof, en gelegen was binnen een dubbele omgrachting. In 1670 werd het goed vermeld als speelhof van de Brugse burger Passchier Bourry, waarvan zijn vrouw het als erfgoed had verkregen. In 1687 werd het geschonken aan Pieter Bourry, die kanunnik was aan het Sint-Donaaskapittel te Brugge. In 1714 kwam het door vererving aan diens nicht, Philippine van Ockerhout. Diens familie werd in 1733 in de adelstand verheven en droeg voortaan de naam: van Ockerhout de ter Zaele.
Kort voor 1742 is het waarschijnlijk herbouwd in rococostijl. Op de Ferrariskaarten (1770-1778) werd het als Château Imon aangeduid.'
In 1869 werden de grachten gedempt en werd het kasteel vergroot. Ook het park kreeg in die tijd een aanleg in Engelse landschapsstijl. In 1874 werd in het park een Lourdesgrot gebouwd, als dank voor een genezing. De familie Van Ockerhout woonde tot 1919 in het kasteel. In 1957 vonden belangrijke wijzigingen plaats.

## Gebouw
Het kasteel heeft een rechthoekige plattegrond, en het uiterlijk wordt bepaald door de verbouwingen in 1869 en 1957. De kern kan 17e- en 18e-eeuws zijn. Het is een dubbelhuis met aan voor- en achterzijde een centrale ingang.

## Domein
Alleen ten westen van het kasteel is nog een park met waterpartijen, grasveld, een ijskelder en een parkbos. Er is een moestuin, een oranjerie van 1848, een dwarsschuur van hetzelfde jaar, en een paardenstal met koetshuis. Verder is er de Lourdesgrot van 1874.